# Jean de Lattre de Tassigny
Jean-Marie de Lattre de Tassigny (Mouilleron-en-Pareds, 2 febbraio 1889 – Parigi, 11 gennaio 1952) è stato un generale francese, Maresciallo di Francia.

## Biografia
Nato da un'antica famiglia dell'aristocrazia delle Fiandre francesi, ricevette un'educazione di qualità al Collège Saint Joseph di Poitiers.

### Carriera militare
Dal 1898 al 1904, frequentò l'École navale e quindi l'École spéciale militaire de Saint-Cyr cui si iscrisse nel 1908. Si diplomò nel 1911, nella promozione «Mauritanie», quarto nel suo corso.
Entrò lo stesso anno alla scuola cavalleria di Saumur. Nel 1912 fu assegnato al 12º Reggimento Dragoni di Pont-à-Mousson, vicino alla frontiera tedesca.
Nella prima guerra mondiale fu capitano del 93º Reggimento di fanteria e terminò il conflitto con quattro ferite e otto citazioni di merito.
Prestò servizio quindi al 49º Reggimento di fanteria, di stanza a Bayonne, dal 1919 al 1921, anno in cui fu inviato in Marocco nello Stato Maggiore della regione di Taza fino al 1926. Dal 1927 al 1929 seguì i corsi dell'École de guerre con la 49ª promozione.
Veniva «generalmente sospettato di tendenze omosessuali», si sposò con Simonne Calary de Lamazière nel 1927, da cui ebbe un figlio, Bernard, nel 1928. Nel 1929 divenne comandante di battaglione nel 5º Reggimento di fanteria di Coulommiers. Nel 1932 fu promosso allo stato maggiore dell'armata, quindi a quello del generale Maxime Weygand, vicepresidente del Conseil Supérieur de la Guerre, col grado di tenente colonnello. Nel 1935 divenne colonnello, comandante il 151º Reggimento fanteria di stanza a Metz. Fra il 1937 e il 1938 seguì i corsi del centro di alti studi militari e divenne nel 1938 capo di Stato Maggiore del governatorato di Strasburgo.

#### Seconda guerra mondiale
Promosso generale di brigata il 23 marzo 1939, divenne capo di stato maggiore della 5ª Armata il 2 settembre 1939. Il 1º gennaio 1940 prese il comando della 14ª Divisione, che guidò contro la Wehrmacht da Rethel, dove resistette eroicamente, fino alla Champagne e allo Yonne, e di cui conservò miracolosamente la coesione nel caos della sconfitta.
Dal luglio 1940 al settembre 1941 fu aiutante del generale comandante la 13ª regione militare a Clermont-Ferrand, diventò quindi generale di divisione comandante le truppe di Tunisia sino alla fine del 1941. Comandò quindi la 16 Divisione di fanteria a Montpellier e fu promosso generale di corpo d'armata.
Quando la Francia di Vichy fu invasa dalle truppe tedesche rifiutò l'ordine di deporre le armi e fu arrestato. Venne condannato a dieci anni di prigione dalla sezione di Lione del tribunale di Stato il 9 gennaio 1943.
Riuscito ad evadere dalla prigione di Riom il 3 settembre 1943, raggiunse prima Londra e quindi Algeri dove arrivò il 20 dicembre, dopo aver ricevuto la nomina a generale d'armata da de Gaulle.
Prese allora il comando della 1ª Armata che sbarcò in Provenza il 16 agosto 1944, prese Tolone e Marsiglia, risalì la valle del Rodano, quindi il Reno, liberò l'Alsazia ed entrò in Germania giungendo al Danubio.
Rappresentò la Francia alla firma dell'armistizio dell'8 maggio 1945 a Berlino.

#### Dopo la guerra
Fra dicembre 1945 e marzo 1947 fu ispettore generale e capo di stato maggiore generale dell'esercito francese. Nel marzo 1947 divenne ispettore generale delle forze armate. Dall'ottobre 1948 al dicembre 1950 fu comandante in capo degli eserciti dell'Europa occidentale a Fontainebleau.
Divenne (1950-1952) alto commissario e comandante in capo dell'Indocina francese e comandante in capo in Estremo oriente, favorendo la creazione di un esercito nazionale vietnamita.
Esaurito dal superlavoro, minato da una vecchia ferita del 1914 e abbattuto dalla morte del figlio di soli 23 anni Bernard de Lattre de Tassigny il 30 maggio 1951 durante la guerra d'Indocina, rientrò in Francia; morì a Parigi l'11 gennaio 1952 per le complicazioni insorte dopo intervento chirurgico, resosi necessario per trattare un tumore alla prostata .
Elevato alla dignità di Maresciallo di Francia a titolo postumo, fu sepolto nel paese natale di Mouilleron-en-Pareds.

## Curiosità
- Il colonnello è uno dei personaggi centrali nel film italiano 47 morto che parla (con Totò) ma le azioni attribuitegli sono di pura fantasia.

## Scritti
- Première Armée Française. Ordres du jours et Messages, Strasburgo, 1945
- Textes du général de Lattre de Tassigny, Parigi, 1947
- Histoire de la 1re Armée française, edizioni Plon, 1949.
- Général de Lattre, la victoire à Berlin 1945, Parigi 1949
- Œuvres Libres, Parigi 1949
- Ne pas subir - Écrits 1914-1952, Parigi 1984
- Reconquérir: 1944-1945. Testi riuniti e presentati da Jean-Luc Barre, edizioni Plon, 1985